# 1960年代
1960年代（せんきゅうひゃくろくじゅうねんだい）は、西暦（グレゴリオ暦）1960年から1969年までの10年間を指す十年紀。この項目では、国際的な視点に基づいた1960年代について記載する。

## できごと

### 1960年
- ベトナム戦争（〜1975年）
- アフリカの年。18の植民地から17か国が独立。
- メイマンがルビーによるレーザー発振に成功。
- 1月19日 - 日米新安全保障条約が結ばれる。
- 2月13日 - フランスが初の核実験。
- ローマオリンピックが開催。
- フクロオオカミ（タスマニアタイガー）が絶滅。

### 1961年
- 4月12日 - ソ連のボストーク1号人類初の有人宇宙飛行
- 東ドイツのベルリン中央部にベルリンの壁が縦断設置する。

### 1962年
- 6月23日 - 日米安全保障条約改定が発効。
- 8月6日 - 女優のマリリン・モンローが死去。
- 10月16日-10月28日 - キューバ危機。

### 1963年
- 11月22日 - 米ケネディ大統領暗殺される（ケネディ大統領暗殺事件）。

### 1964年
- ゲルマンとツヴァイクがクォークモデルを発表。
- 4月7日 - 米IBM社が汎用計算機System 360を発表。
- 5月28日 - パレスチナ解放機構（PLO）が設立。
- 5月 - ペンジアスとウィルソンが宇宙背景放射を発見。
- 10月1日　- 世界初の高速鉄道、東海道新幹線開業。
- 10月10日 - アジア初の近代オリンピックとして、東京オリンピックが日本で開催される。
- 10月16日 - 中華人民共和国が初の核実験。

### 1965年
- 2月21日 - マルコム・Xが暗殺される。
- 2月-1968年10月 - 米国が北ベトナムを北爆。
- 3月18日 - ソ連のボスホート2号により人類初の宇宙遊泳。
- 日韓基本条約の調印。

### 1966年
- 5月16日 - 中華人民共和国文化大革命開始。
- アメリカ会計学会がASOBATを発表。

### 1967年
- 6月5日 - 第三次中東戦争勃発。
- 7月1日 - 欧州諸共同体（EC）が6か国で成立。
- 7月6日 - 女優ヴィヴィアン・リーが死去。
- 8月8日 - 東南アジア諸国連合（ASEAN）結成。

### 1968年
- 4月4日 - キング牧師暗殺。
- 5月8日 - 五月革命 (フランス)。
- 8月20日 - ワルシャワ条約機構軍がチェコスロヴァキアに侵攻（プラハの春の終焉）。
- メキシコオリンピックが開催される。
- 12月、ICSDユーロクリアがブリュッセルで設立される。
- ARPANETプロジェクト発足。

### 1969年
- 7月20日 - アポロ11号が人類初の月面着陸。

## 世相

### 社会
- 中華人民共和国で、文化大革命。毛沢東の指導体制の下で大混乱をもたらした。
- ソビエト連邦でブレジネフが権力を掌握、「雪どけ」が終焉した。
- ベトナム戦争が泥沼化。若者を中心に、反戦運動が盛んになる。

### 文化
- ビートルズが世界的に、社会現象を巻き起こす。
- ローリング・ストーンズ、ボブ・ディランも大活躍し、世界の若者に大きな影響を与える。
- アメリカやヨーロッパを中心に、カウンターカルチャーが花開く。
- イギリスでモッズ、ビート・グループ、ブルース・ロックが社会現象になる。
- ジャマイカでスカやロック・ステディが誕生した。
- 米国を中心にヒッピー文化が流行となった。

## 人物

### アメリカ合衆国と西ヨーロッパ

#### 政治と軍事
- ヨハネ23世（1881年 - 1963年）
- シャルル・ド・ゴール（1890年 - 1970年）
- アレン・ウェルシュ・ダレス（1893年 - 1969年）
- ハロルド・マクミラン（1894年 - 1986年）
- ルートヴィヒ・エアハルト（1897年 - 1977年）
- パウロ6世（1897年 - 1978年）
- アレック・ダグラス・ヒューム（1903年 - 1995年）
- クルト・ゲオルク・キージンガー（1904年 - 1988年）
- リンドン・ジョンソン（1908年 - 1973年）
- ジョン・フィッツジェラルド・ケネディ（1917年 - 1963年）
- ロバート・マクナマラ（1916年 - 2009年）
- ハロルド・ウィルソン（1916年 - 1995年）
- マルコム・X （1925年 - 1965年）
- マーティン・ルーサー・キング・ジュニア（1929年 - 1968年）

#### 哲学と思想
- ヘルベルト・マルクーゼ（1898年 - 1979年）
- フランセス・イエイツ（1899年 - 1981年）
- ハンス・ゲオルク・ガダマー（1900年 - 2002年）
- ジャック・ラカン（1901年 - 1981年）
- マイケル・オークショット（1901年 - 1990年）
- エミール・バンヴェニスト（1902年 - 1976年）
- エリック・ホッファー（1902年 - 1983年）
- アンリ・コルバン（1903年 - 1978年）
- カール・ラーナー（1904年 - 1984年）
- イヴ・コンガール（1904年 - 1995年）
- ピエール・クロソウスキー（1905年 - 2001年）
- アラン・ジョン・パーシヴァル・テイラー（1906年 - 1990年）
- レイチェル・カーソン（1907年 - 1964年）
- ハーバート・ハート（1907年 - 1992年）
- ジョン・ケネス・ガルブレイス（1908年 - 2006年）
- アブラハム・マズロー（1908年 - 1970年）
- フリッツ・フィッシャー（1908年 - 1999年）
- アイザイア・バーリン（1909年 - 1997年）
- ピーター・ドラッカー（1909年 - 2005年）
- マーシャル・マクルーハン（1911年 - 1980年）
- バーバラ・タックマン（1912年 – 1989年）
- ポール・リクール（1913年 - 2005年）
- フィリップ・アリエス（1914年 - 1984年）
- ヤン・コット（1914年 - 2001年）
- ロラン・バルト（1915年 - 1980年）
- ポール・サミュエルソン（1915年 - 2009年）
- ピーター・ギーチ（1916年 - 2013年）
- ハロルド・ガーフィンケル（1917年 - 2011年）
- ドナルド・デイヴィッドソン（1917年 - 2003年）
- エリック・ホブズボーム（1917年 - 2012年）
- ルイ・アルチュセール（1918年 - 1990年）
- ダニエル・ベル（1919年 - 2011年）
- メアリー・ダグラス（1921年 - 2007年）
- ハンス・ロベルト・ヤウス（1921年 - 1997年）
- トーマス・クーン（1922年 - 1996年）
- ミシェル・アンリ（1922年 - 2002年）
- アーヴィング・ゴッフマン（1922年 - 1982年）
- ジョージ・スペンサー・ブラウン（1923年 - 2016年）
- ピーター・ゲイ（1923年 - 2015年）
- ミシェル・フーコー（1926年 - 1984年）
- ロナルド・デヴィド・レイン（1927年 - 1989年）
- フランソワ・フュレ（1927年 - 1997年）
- トーマス・ルックマン（1927年 - 2016年）
- ユルゲン・ハーバーマス（1929年 - ）
- アンドレ・グンダー・フランク（1929年 - 2005年）
- ピーター・ラドウィグ・バーガー（1929年 - 2017年）
- ジャック・デリダ（1930年 - 2004年）
- ギー・ドゥボール（1931年 - 1994年）
- スチュアート・ホール（1932年 - 2014年）

#### 文学
- エリアス・カネッティ（1905年 - 1994年）
- アンドレ・ピエール・ド・マンディアルグ（1909年 - 1991年）
- ペーター・ヴァイス（1916年 - 1982年）
- アンソニー・バージェス（1917年 - 1993年）
- パウル・ツェラン（1920年 - 1970年）
- トルーマン・カポーティ（1924年 - 1984年）
- ジョン・ファウルズ（1926年 - 2005年）
- フィリップ・キンドレド・ディック（1928年 - 1982年）
- アーシュラ・クローバー・ル・グウィン（1929年 - 2018年）
- ジェームズ・グレアム・バラード（1930年 - 2009年）
- ドナルド・バーセルミ（1931年 - 1989年）
- ジョン・アップダイク（1932年 - 2009年）
- シルヴィア・プラス（1932年 - 1963年）
- スーザン・ソンタグ（1933年 - 2004年）
- フィリップ・ロス（1933年 - 2018年）
- リチャード・ブローティガン（1935年 - 1984年）
- ケン・キージー（1935年 - 2001年）
- フィリップ・ソレルス（1936年 - 2023年）

#### 芸術
- ヴィクトル・ヴァザルリ（1906年 - 1997年）
- フィリップ・ガストン（1913年 - 1980年）
- セザール・バルダッチーニ（1921年 - 1998年）
- ジュールズ・オリツキー（1922年 - 2007年）
- ロイ・リキテンスタイン（1923年 - 1997年）
- ダイアン・アーバス（1923年 - 1971年）
- ジョージ・シーガル（1924年 - 2000年）
- ロバート・ラウシェンバーグ（1925年 - 2008年）
- ジャン・ティンゲリー（1925年 - 1991年）
- アラン・カプロー（1927年 - 2006年）
- パウル・ヴンダーリッヒ（1927年 - ）
- アンディ・ウォーホル（1928年 - 1987年）
- イヴ・クライン（1928年 - 1962年）
- アルマン（1928年 - 2005年）
- ソル・ルウィット（1928年 - 2007年）
- ドナルド・ジャッド（1928年 - 1994年）
- ロバート・インディアナ（1928年 - 2018年）
- アルナルド・ポモドーロ（1928年 - ）
- ホルスト・ヤンセン（1929年 - 1995年）
- クレス・オルデンバーグ（1929年 - 2022年）
- ジャスパー・ジョーンズ（1930年 - ）
- ニキ・ド・サンファル（1930年 - 2002年）
- トム・ウェッセルマン（1931年 - 2004年）
- ジョージ・マチューナス（1931年 - 1978年）
- ロバート・モリス（1931年 - 2018年）
- ブリジット・ライリー（1931年 - ）
- ナム・ジュン・パイク（1932年 - 2006年）
- ピエロ・マンゾーニ（1933年 - 1963年）
- アレン・ジョーンズ（1937年 - ）
- エド・ルシェ（1937年 - ）
- ロバート・スミッソン （1938年 - 1973年）
- ジグマー・ポルケ（1941年 - 2010年）

#### ファッション
- セシル・ビートン（1904年 - 1980年）
- ピエール・カルダン（1922年 - 2020年）
- アンドレ・クレージュ （1923年 - 2016年）
- ヴィダル・サスーン（1928年 - 2012年）
- ソニア・リキエル（1930年 - 2016年）
- マリウッチア・マンデリ（1933年 - 2016年）
- マリー・クヮント （1934年 - 2023年）
- イヴ・サン・ローラン（1936年 - 2008年）
- ツイッギー（1949年 - ）

#### 音楽

##### クラシック音楽
- グレン・グールド（1932年 - 1982年）

##### 現代音楽
- リゲティ・ジェルジュ（1923年 - 2006年）
- シャルル・アズナヴール（1924年 - 2018年）
- ジョージ・マチューナス（1931年 - 1978年）
- クシシュトフ・ペンデレツキ（1933年 - 2020年）
- オノ・ヨーコ（1933年 - ）

##### ポピュラー音楽
- ビートルズ
  - ジョン・レノン（1940年 - 1980年）
  - リンゴ・スター（1940年 - ）
  - ポール・マッカートニー（1942年 - ）
  - ジョージ・ハリスン（1943年 - 2001年）
- ローリング・ストーンズ
  - チャーリー・ワッツ（1941年 - 2021年）
  - ミック・ジャガー（1943年 - ）
  - キース・リチャーズ（1943年 - ）
- ボブ・ディラン（1941年 - ）

#### 映画音楽
- エンニオ・モリコーネ（1928年 - 2020年）
- ジョン・ウィリアムズ（1932年 - ）

#### 映画・演劇・舞踏
- ルキノ・ヴィスコンティ（1906年 - 1976年）
- バート・ランカスター（1913年 - 1994年）
- テレンス・ヤング（1915年 - 1994年）
- グレゴリー・ペック（1916年 - 2003年）
- マーゴ・フォンテイン（1919年 - 1991年）
- エリック・ロメール（1920年 - 2010年）
- メリナ・メルクーリ（1920年 - 1994年）
- アーサー・ペン（1922年 - 2010年）
- フランコ・ゼフィレッリ（1923年 - 2019年）
- マルチェロ・マストロヤンニ（1924年 - 1996年）
- ピーター・ブルック（1925年 - 2022年）
- ピーター・セラーズ（1925年 - 1980年）
- モーリス・ベジャール（1927年 - 2007年）
- ジャネット・リー（1927年 - 2004年）
- シドニー・ポワティエ（1927年 - 2022年）
- スタンリー・キューブリック（1928年 - 1999年）
- セルジュ・ゲンスブール（1928年 - 1991年）
- セルジオ・レオーネ（1929年 - 1989年）
- スティーブ・マックイーン（1930年 - 1980年）
- クリント・イーストウッド（1930年 - ）
- ショーン・コネリー（1930年 - 2020年）
- リチャード・ハリス（1930年 - 2002年）
- ジャン＝リュック・ゴダール（1930年 - 2022年）
- ジャック・ドゥミ（1931年 - 1990年）
- マイク・ニコルズ（1931年 - 2014年）
- フランソワ・トリュフォー（1932年 - 1984年）
- エリザベス・テイラー（1932年 - 2011年）
- アンソニー・パーキンス（1932年 - 1992年）
- ピーター・オトゥール（1932年 - 2013年）
- ロマン・ポランスキー（1933年 - ）
- ジャン＝ポール・ベルモンド（1933年 - 2021年）
- ソフィア・ローレン（1934年 - ）
- マギー・スミス（1934年 - 2024年）
- シャーリー・マクレーン（1934年 - ）
- アラン・ドロン（1935年 - 2024年）
- ジュリー・アンドリュース（1935年 - ）
- ロバート・レッドフォード（1936年 - ）
- デニス・ホッパー（1936年 - 2010年）
- ルドルフ・ヌレエフ（1938年 - 1993年）
- ロミー・シュナイダー（1938年 - 1982年）
- テレンス・スタンプ（1939年 - ）
- ピーター・フォンダ（1940年 - 2019年）
- フェイ・ダナウェイ（1941年 - ）
- カトリーヌ・ドヌーヴ（1943年 - ）
- ミア・ファロー（1945年 - ）

#### スポーツ
- アル・ロペス（1908年 - 2005年）
- ウォルター・オルストン（1911年 - 1984年）
- ダニー・マートー（1917年 - 1976年）
- ウィリー・メイズ（1931年 - 2024年）
- ハンク・アーロン（1934年 - 2021年）
- ビル・ラッセル（1934年 - 2022年）
- アントン・ヘーシンク（1934年 - 2010年）
- ロベルト・クレメンテ（1934年 - 1972年）
- トム・ヘインソーン（1934年 - 2020年）
- フランク・ロビンソン（1935年 - 2019年）
- サンディー・コーファックス（1935年 - ）
- ウィルト・チェンバレン（1936年 - 1999年）
- ブルックス・ロビンソン（1937年 - 2023年）
- ジェリー・ウェスト（1938年 - 2024年）
- ジョン・ハブリチェック（1940年 - 2019年）
- モハメド・アリ（1942年 - 2016年）

#### 科学と技術
- バックミンスター・フラー（1895年 - 1983年）
- ジャック・モノー（1910年 - 1976年）
- ジョン・カニンガム・リリー（1915年 - 2001年）
- モーリス・ウィルキンス （1916年 - 2004年）
- フランシス・クリック（1916年 - 2004年）
- エドワード・ローレンツ（1917年 - 2008年）
- リチャード・フィリップス・ファインマン（1918年 - 1988年）
- ティモシー・リアリー（1920年 - 1996年）
- マービン・ミンスキー（1927年 - 2016年）
- ジェームズ・ワトソン（1928年 - ）
- マレー・ゲルマン（1929年 - 2019年）
- ロジャー・ペンローズ（1931年 - ）
- スティーヴン・ホーキング（1942年 - 2018年）

#### 宇宙開発
- ニール・アームストロング（1930年 - 2012年）

#### その他
- アリストテレス・オナシス（1906年 - 1975年）
- ジャクリーン・ケネディ・オナシス（1929年 - 1994年）
- リー・ハーヴェイ・オズワルド（1939年 - 1963年）

### ソ連と東ヨーロッパ
- ヴァルター・ウルブリヒト（1893年 - 1973年）
- アナスタス・ミコヤン（1895年 - 1978年）
- レオニード・ブレジネフ（1907年 - 1982年）
- セルゲーイ・ボンダルチューク（1920年 - 1994年）
- アレクサンデル・ドゥプチェク（1921年 - 1992年）
- スタニスワフ・レム（1921年 - 2006年）
- ユーリイ・ガガーリン（1934年 - 1968年）
- ヤン・シュヴァンクマイエル（1934年 - ）
- ヨゼフ・コウデルカ（1938年 - ）
- ヨシフ・ブロツキー（1940年 - 1996年）
- リュドミラ・サベーリエワ（1942年 - ）

### ラテン・アメリカ
- ジュセリーノ・クビチェック（1902年 - 1976年）
- ルシオ・コスタ（1902年 - 1998年）
- オスカー・ニーマイヤー（1907年 - 2012年）
- フアン・ベラスコ・アルバラード（1910年 - 1977年）
- エリック・ウィリアムズ（1911年 - 1981年）
- フリオ・コルタサル（1914年 - 1984年）
- チェ・ゲバラ（1928年 - 1967年）
- カルロス・フエンテス（1928年 - 2012年）
- フェルナンド・ボテロ（1932年 - ）
- ペレ（1940年 - 2022年）

### サハラ以南のアフリカ
- ジョモ・ケニヤッタ（1893年 - 1978年）
- レオポール・セダール・サンゴール（1906年 - 2001年）
- イアン・スミス（1919年 - 2007年）
- モイーズ・チョンベ（1919年 - 1969年）
- セレツェ・カーマ（1921年 - 1980年）
- ジュリウス・ニエレレ（1922年 - 1999年）
- パトリス・ルムンバ（1925年 - 1961年）
- モブツ・セセ・セコ（1930年 - 1997年）
- アベベ・ビキラ（1932年 - 1973年）
- エドワード・サイディ・ティンガティンガ （1932年 - 1972年）
- チュクエメカ・オジュク（1933年 - 2011年）
- ヤクブ・ゴウォン（1934年 - ）

### 西アジアと北アフリカ
- レヴィ・エシュコル（1895年 - 1969年）
- モーシェ・ダヤン（1915年 - 1981年）
- ベン・ベラ（1918年 - 2012年）
- モハンマド・レザー・パフラヴィー（1919年 - 1980年）
- オマル・シャリーフ（1932年 - 2015年）
- ムアンマル・アル・カッザーフィー（1942年 - 2011年）

### 南アジア
- サルヴパッリー・ラーダークリシュナン（1888年 - 1975年）
- A・C・バクティヴェーダンタ・スワミ・プラブパーダ（1896年 - 1977年）
- シリマヴォ・バンダラナイケ（1916年 - 2000年）
- マハリシ・マヘーシュ・ヨーギー（1918年 - 2008年）

### 東南アジア

#### 政治
- グエン・フー・ト（1910年 - 1996年）
- ゴ・ディン・ヌー（1910年 - 1963年）
- ネ・ウィン（1911年 - 2002年）
- ズオン・バン・ミン（1916年 - 2001年）
- フェルディナンド・マルコス（1917年 - 1989年）
- スハルト（1921年 - 2008年）
- マダム・ヌー（1924年 - 2011年）

#### 映画とエンターテイナー
- P・ラムリー（1929年 - 1973年）

### 中国
- 毛沢東（1893年 - 1976年）
- 劉少奇（1898年 - 1969年）
- 康生（1898年 - 1975年）
- 陳伯達（1904年 - 1989年）
- 鄧小平（1904年 - 1997年）
- 林彪（1907年 - 1971年）
- 呉晗（1909年 - 1969年）
- 謝富治（1909年 - 1972年）
- 四人組
  - 江青（1914年 - 1991年）
  - 張春橋（1917年 - 2005年）
  - 姚文元（1932年 - 2005年）
  - 王洪文（1935年 - 1992年）
- 王光美（1921年 - 2006年）
- 聶元梓（1921年 - 2019年）
- 戚本禹（1931年 - 2016年）

### 台湾
- 蔣介石（1887年 - 1975年）
- 厳家淦（1905年 - 1993年）

### 韓国
- 朴正煕（1917年 - 1979年）